# リベルタ (海防戦艦)

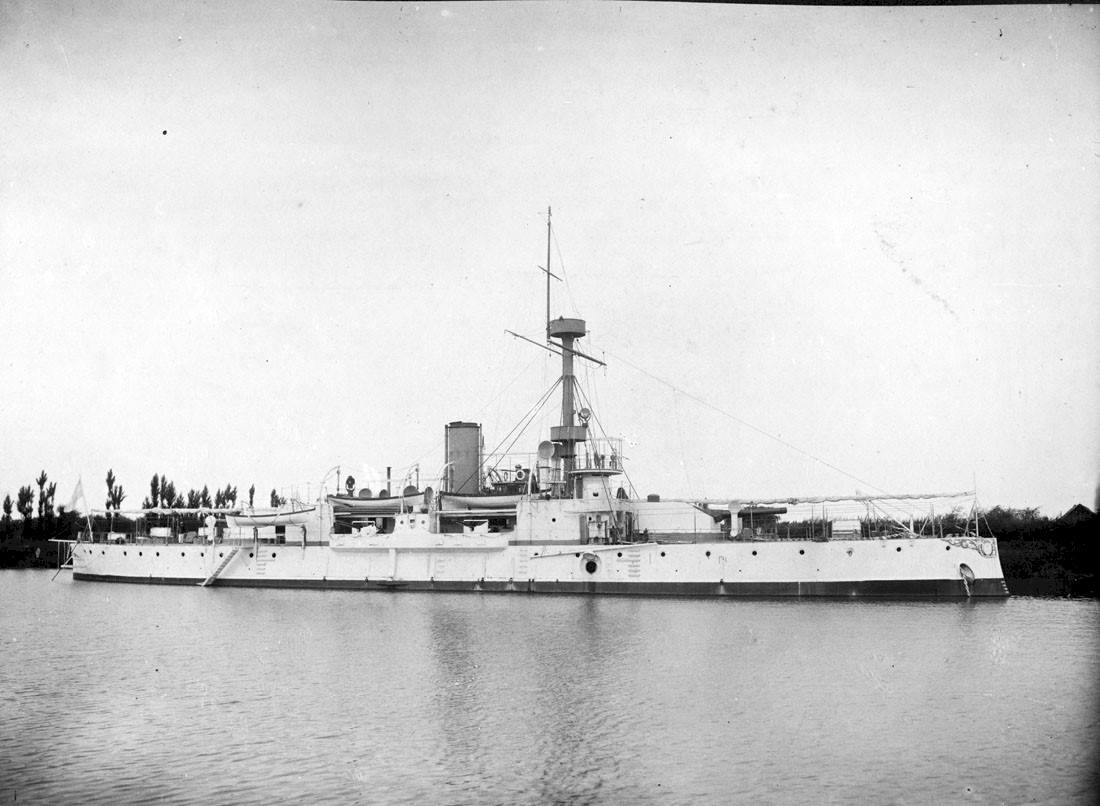

リベルタ（Libertad）はアルゼンチン海軍の海防戦艦。インデペンデンシア級/リベルタ級。アルゼンチンでは河用装甲艦（acorazado de río）や装甲艦（acorazado）と呼ばれた。

## 艦歴
レアード・ブラザーズ社で建造。1890年起工。1890年12月11日進水。1893年1月25日にブエノスアイレスに到着した。建造費は176600ポンドであった。艦名は元は「ヌエベ・デ・フーリオ（Nueve de Julio）」であったが、1892年に「リベルタ」に改名された。
1893年のArgentine Revolution of 1893の際、9月25日に「リベルタ」と海防戦艦「インデペンデンシア」、装甲艦「アルミランテ・ブラウン」、防護巡洋艦「パタゴニア」、「ヌエベ・デ・フーリオ」は反乱軍の水雷艇基地を奇襲した。
1915年に沿岸防御艦（guardacostas）に、1927年に砲艦（cañonero）に類別変更された。
1946年12月に除籍され、以後1968年まで沿岸警備隊で定置航路浮標船として使用された。

## 要目
- 排水量：常備状態2330トン[1]
- 全長：73.15m[1]
- 垂線間長：70.10m[1]
- 幅：13.55m[1]
- 機関：両面円缶2基、直立3気筒3段膨張蒸気往復動機関2基、出力計2780指示馬力、2軸[1]
- 速力[1]
  - 契約速力：自然通風12.5ノット、強制通風14ノット
  - 公試：自然通風13.212ノット、強制通風14.218ノット
- 装甲：舷側装甲帯203mm、バーベット152-203mm、主砲防楯76mmまたは102mm（前）、127mmまたは152mm（側面）、司令塔102mmなど[1]
- 兵装[1]
  - クルップ35口径24cm砲単装2基
  - アームストロング40口径4.7インチ（12cm）速射砲単装4基
  - マキシム・ノルデンフェルト3ポンド（47mm）速射砲4門
  - マキシム・ノルデンフェルト1ポンド（口径37mm）速射砲2門
  - マキシム・ノルデンフェルト3砲身1インチ（25mm）機砲2門
  - ホワイトヘッド45cm水中魚雷発射管2門